# Kink 40
De Kink 40 was de officiële hitlijst van Kink FM. De Kink 40 heette tot september 2006 nog de Outlaw 41. De lijst betrof toen nog 41 nummers, van 0 tot en met 40. De lijst telde sinds september 2006 één nummer minder, van 1 tot en met 40.
Vincent de Lijser was de eerste presentator van de Kink 40. Hij werd in het voorjaar van 2008 opgevolgd door Martijn Biemans. Het programma werd elke vrijdag tot en met 16 september 2011 op Kink FM uitgezonden tussen 16 en 19 uur.

## Kink 100
In december werd de Kink 100 samengesteld. Deze lijst werd samengesteld door alle Kink 40-lijsten van het jaar bij elkaar op te tellen.